# Chapelle Notre-Dame-des-Aviateurs
La chapelle Notre-Dame-des-Aviateurs, appelée Notre-Dame-du-Platin jusqu'en 1909, est un sanctuaire catholique situé rue de la Chapelle (entre l'avenue de la Grande Côte et l'estuaire de la Gironde), quartier du Platin, dans la station balnéaire de Saint-Palais-sur-Mer, sur la presqu'île d'Arvert, en Charente-Maritime.

## Histoire
La chapelle Notre-Dame-du-Platin est érigée sur une parcelle privée, en 1904, par l'industriel Joseph Odelin, sa femme le lui ayant demandé.
Ce n'est, au début qu'un simple oratoire mais, néanmoins, servant de lieu de culte aux habitants du quartier du Platin, alors en pleine expansion, M. Odelin décide de l'agrandir. Il n'en conserve que le clocher. Mgr Augouard, évêque du Congo en visite, procède à sa bénédiction, en 1908.
Grâce à la première traversée de la Manche, par Louis Blériot, M. Odelin en fait la patronne des aviateurs, en 1909 : Notre-Dame-des-Aviateurs. L'année suivante, un pilote d'avion la survole et lui lance une couronne de fleurs, puis se pose sur la plage de Royan. C'est le premier des pèlerinages aériens de cette chapelle.
En 1911, l'évêque de la Rochelle donne son autorisation pour que la messe y soit célébrée. S'ensuit la création de la Confrérie de Notre-Dame-du-Platin. 
Elle est le cadre de pèlerinages, depuis 1916, qui dureront jusqu'en 1982 (Mgr Fougerat, de Rome), malgré un arrêt pendant la "guerre de 40". Lors du premier d'entre eux, qui réunit, environ, 4 000 militaires et civils, pour célébrer la naissance de la Vierge, début septembre, le curé de Royan fait une célébration inhabituelle : il lie les aviateurs et les marins dans une bénédiction de l'océan et des airs.
Joseph Odelin décède en 1921. En 1927, la chapelle est offerte à l'association diocésaine.
Endommagée en 1945, par les bombardements alliés, elle est reconstruite en 1947. Des restaurations sont effectuées en 1994. Elle est touchée par la tempête Martin et est remise en état par des bénévoles qui créent, en 2005, avec l'aval de l’Évêché et du curé de Royan.
Depuis, la chapelle accueille la commémoration de la mort de l'équipage d'un bombardiers qui s'est écrasé non loin de là, en janvier 1945, et la célébration de la naissance de Marie.
Elle n'est ouverte au culte que durant la saison estivale.

## Description
Le sanctuaire est composé d'une nef simple, longue de quatre travées, précédée d'un portail néo-gothique, lui-même surmonté d'une flèche.
De 1919 à 1945, la chapelle abritait une statue représentant Notre Dame des Aviateurs, exécutée par le sculpteur Jampolsky. Depuis sa destruction lors des bombardements, une réplique en plâtre est installée. Cette copie est saccagée, par des vandales, en 2003. Une nouvelle statue a été placée en 2008.
Un triptyque, œuvre de l'artiste Bodenna Skop, réalisé en 1996, se trouve également dans la chapelle.

### Source
La section "Histoire" est tirée du site internet cité en référence, ci-dessous.